# Andraca apodecta
Andraca apodecta is een vlinder uit de familie van de gevlamde vlinders (Endromidae). De wetenschappelijke naam van de soort is voor het eerst geldig gepubliceerd in 1907 door Charles Swinhoe.